# Petoa
Petoa es un municipio del departamento de Santa Bárbara en la República de Honduras.

## Límites
| Orientación | Límite                                           |
| ----------- | ------------------------------------------------ |
| Norte       | Municipio de Quimistán, Santa Bárbara            |
| Sur         | Municipio de Trinidad, Santa Bárbara             |
| Sur         | Municipio de Concepción del Norte, Santa Bárbara |
| Este        | Municipio de Villanueva, Cortés                  |
| Oeste       | Municipio de San Marcos, Santa Bárbara           |

Dentro de su jurisdicción municipal cruzan los ramales del Río Chamelecón y del Río Cacaulapa.

## Datos históricos
En 1791, en el recuento de población de 1791 aparece como cabecera de curato.
En 1889, en la División Política Territorial de 1889 era un municipio del Distrito de Quimistán.

## División Política
Aldeas: 14 (2013)
Caseríos: 122 (2013)
| Código | Aldea                    |
| ------ | ------------------------ |
| 161601 | Petoa                    |
| 161602 | Barandillales            |
| 161603 | Camalotales              |
| 161604 | El Paraíso               |
| 161605 | El Plan de Olola         |
| 161606 | Las Flores               |
| 161607 | Mescalito                |
| 161608 | Pueblo Nuevo             |
| 161609 | Quebraditas              |
| 161610 | San Antonio de la Majada |
| 161611 | San Joaquín              |
| 161612 | San José de la Majada    |
| 161613 | Santa Clara              |
| 161614 | Santo Domingo            |